# Harderwijk
 Harderwijk (latinizado Hardevicum) es una ciudad y un municipio de la provincia de Güeldres al este de los Países Bajos. Cuenta con una superficie de 38,59 km² de los que 9,68 km² están ocupados por el agua, y una población de 45.732 habitantes el 1 de enero de 2014, lo que supone una densidad de 1185 h/km². Localizada al norte de la región boscosa de Veluwe, Harderwijk es una antigua ciudad fortificada de la Liga Hanseática. 

## Historia
Harderwijk obtuvo los derechos de ciudad del conde Otto II de Güeldres en 1231. Se terminó de edificar una muralla en torno a la ciudad a finales de ese siglo. La parte más antigua de la ciudad es donde se hallan hoy las calles Hoogstraat y Grote Poortstraat. Alrededor de 1315 la ciudad se expandió hacia el sur donde se encuentra hoy día la Gran Iglesia (Grote Kerk). Un segundo ensanche se llevó a cabo hacia el norte en 1425. Particularmente, en la parte este de la localidad se mantiene la muralla, aunque en ocasiones no con su forma original. Esto lleva también a la pintoresca Vischpoort, la única puerta de la muralla que queda. 
Entre 1648 y 1811 la Universidad de Harderwijk funcionaba como ciudad, Carlos Linneo asistió a ella y fue demolida por Napoleón junto con las universidades de Zutphen y Franeker.
Harderwijk fue miembro de la Liga Hanseática, se encontraba a la orilla del Zuider Zee (mar del Sur, ahora IJsselmeer) y su economía se basaba en la pesca. Esto cambió cuando cerraron el Zuiderzee desde el mar del Norte por razones de seguridad. Hoy día su puerto cuenta con yates y cada año se celebra el día de la anguila (Aaltjesdag) que rememora su pasado pesquero, además sigue habiendo pescaderías y restaurantes de pescado salvo el invierno, especialmente para los turistas. 
Hoy, Harderwijk es sobre todo conocido por sus Delfinarium, un parque de mamíferos marinos y peces.

## Galería de imágenes

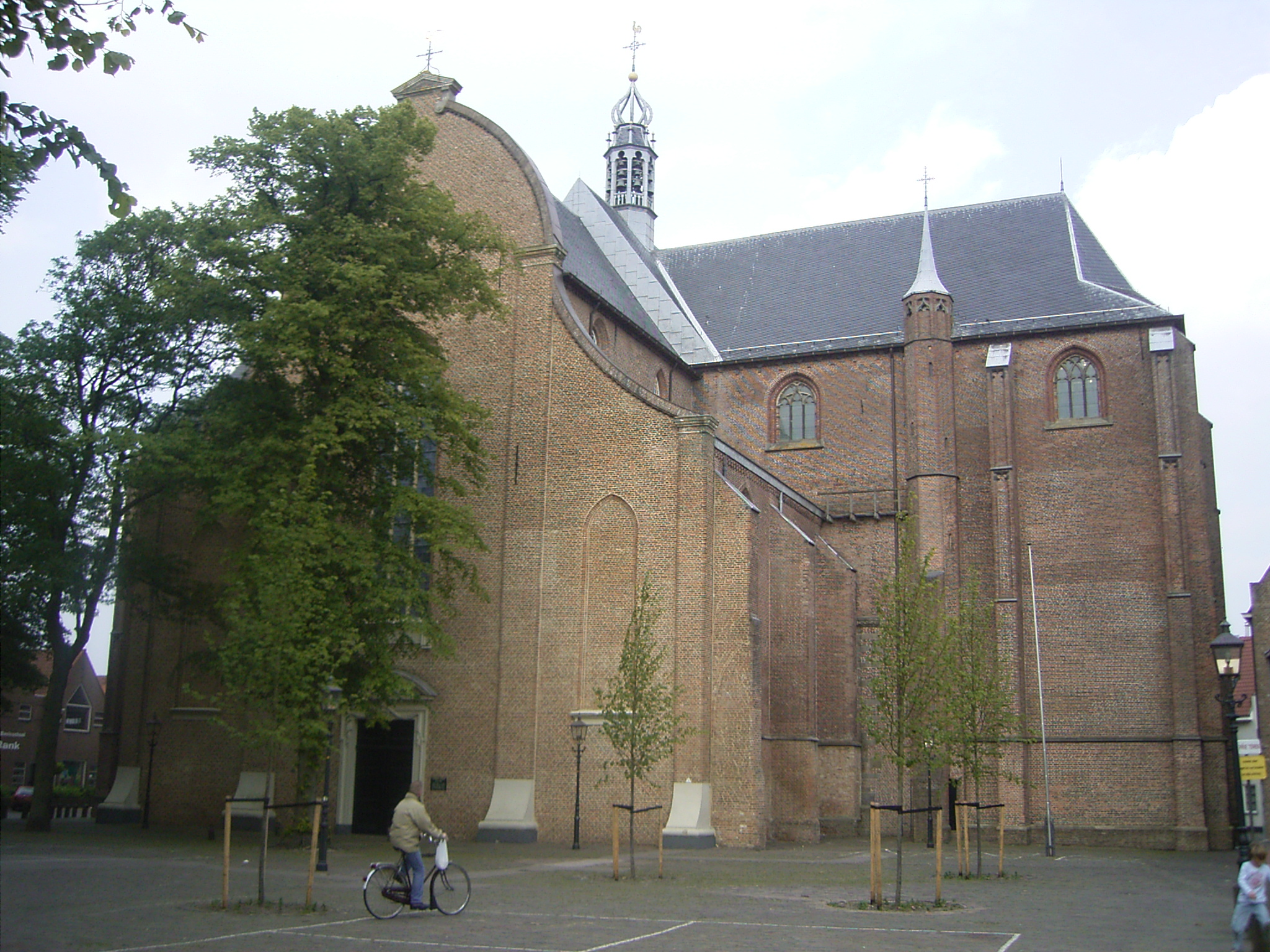
La gran iglesia o De Grote Kerk en Harderwijk
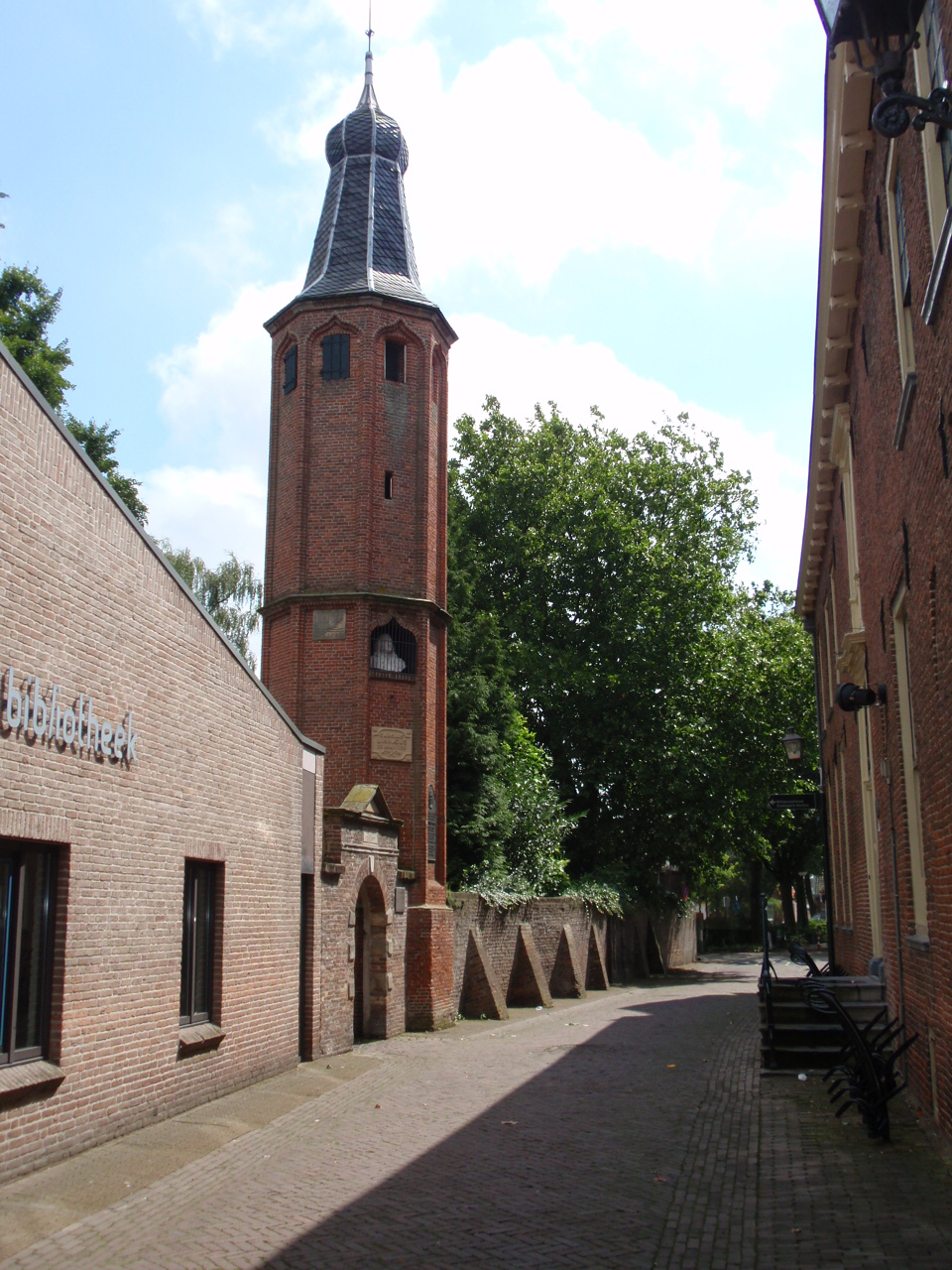
Torre Linnaeus, vestigio de la Universidad de Harderwijk
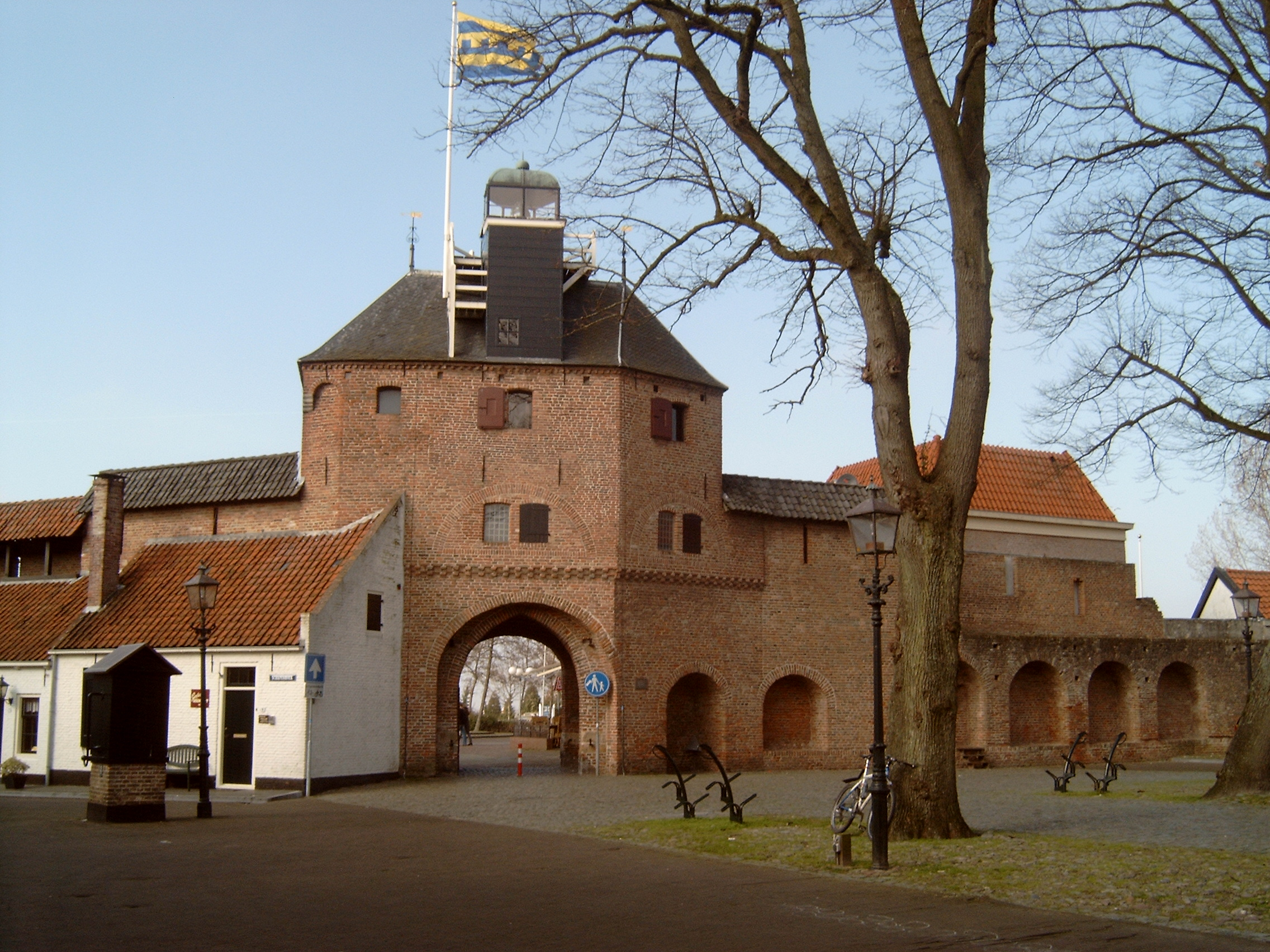
Vischpoort, puerta de la muralla
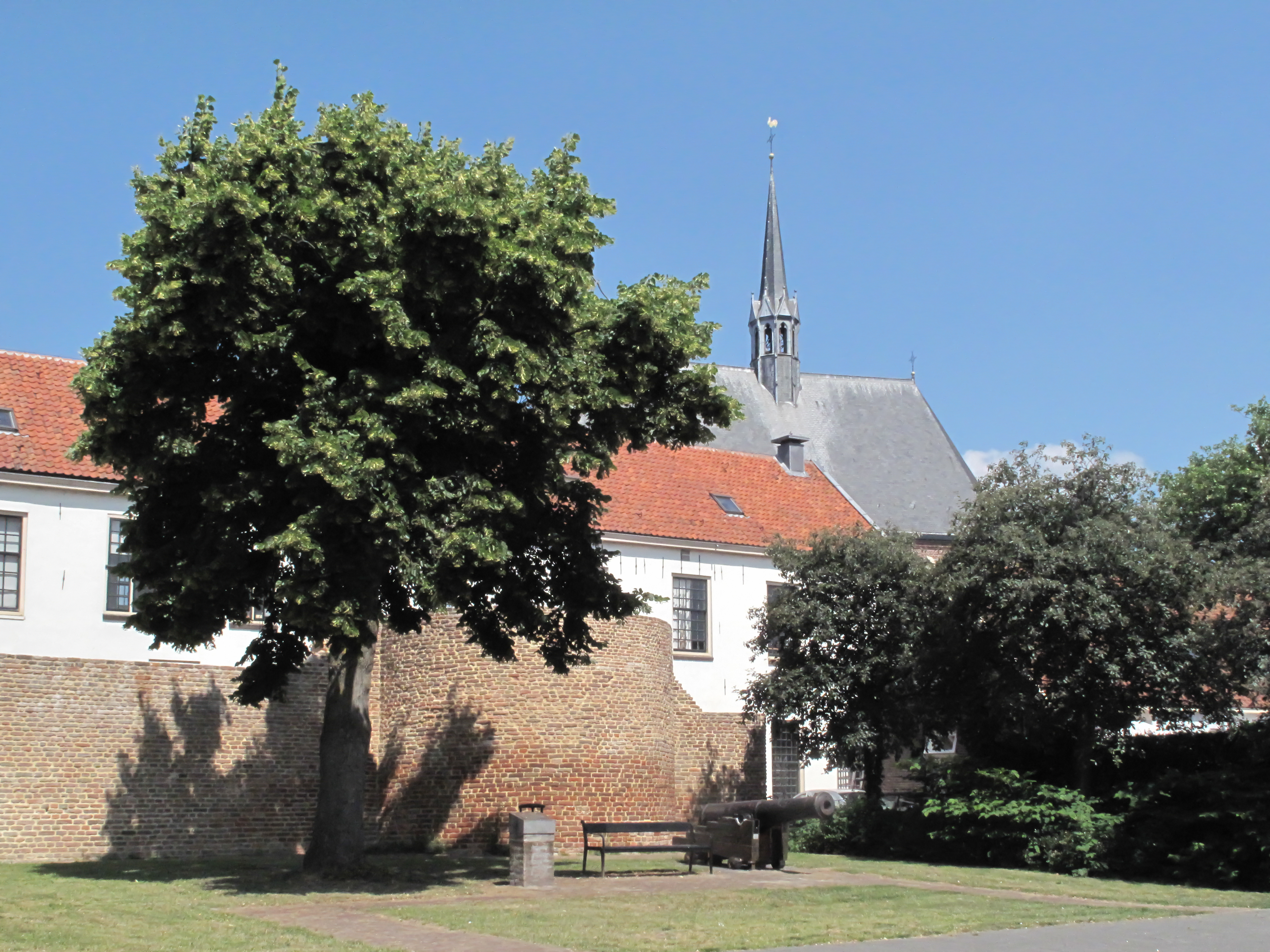
Muro e iglesia de Santa Catalina.
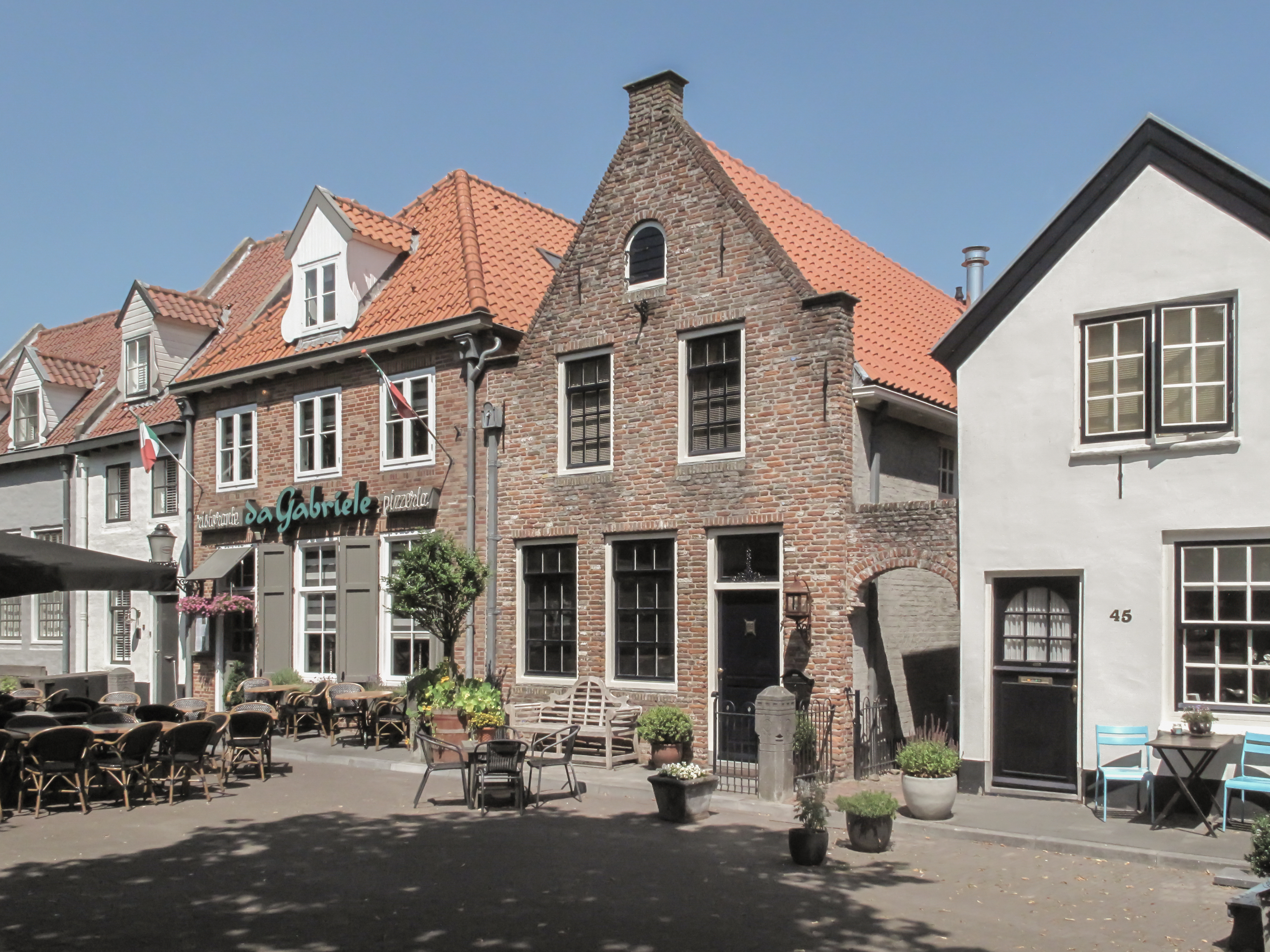
Vista en la calle: el Vischmarkt
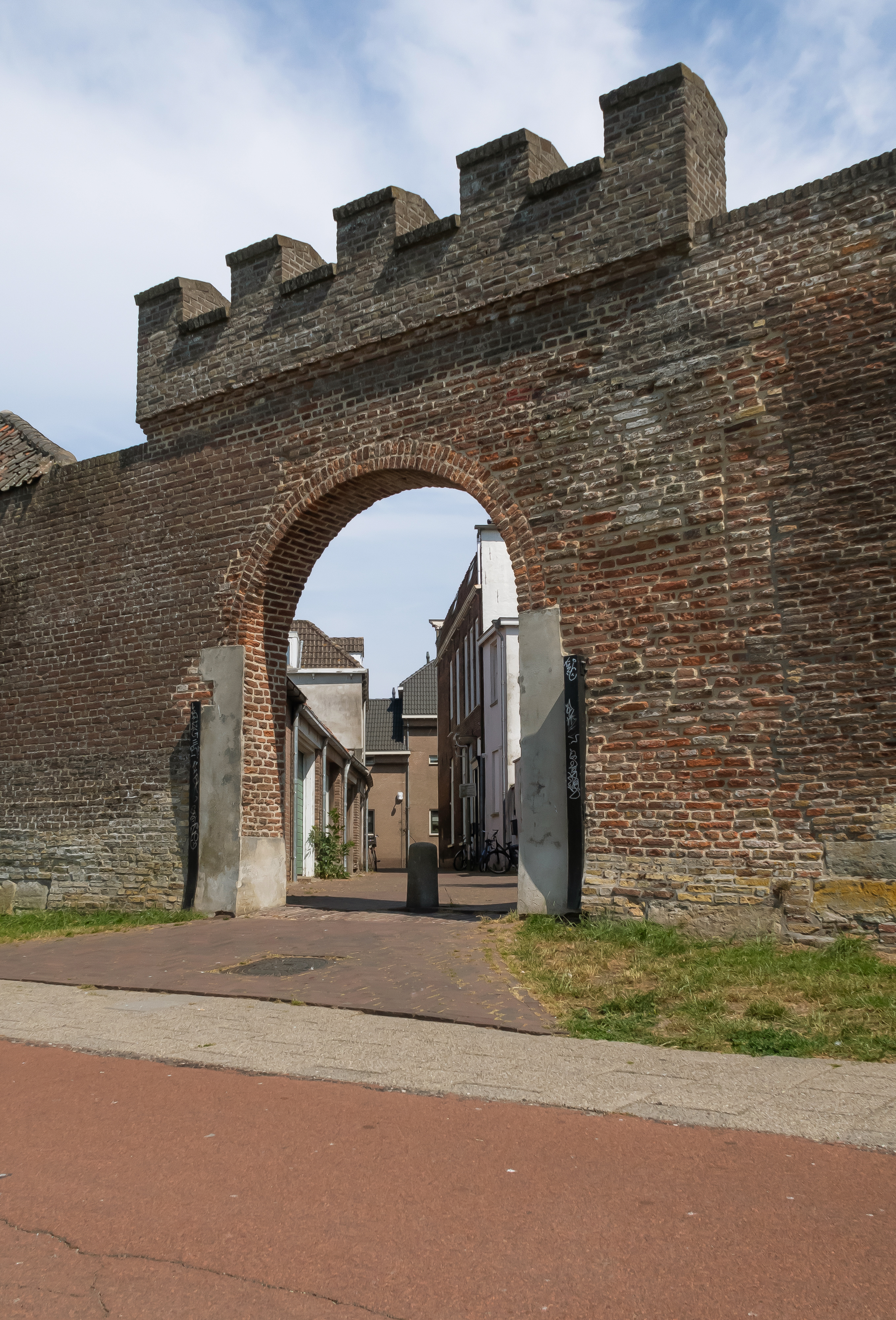
Puerta al Blauweverversteeg
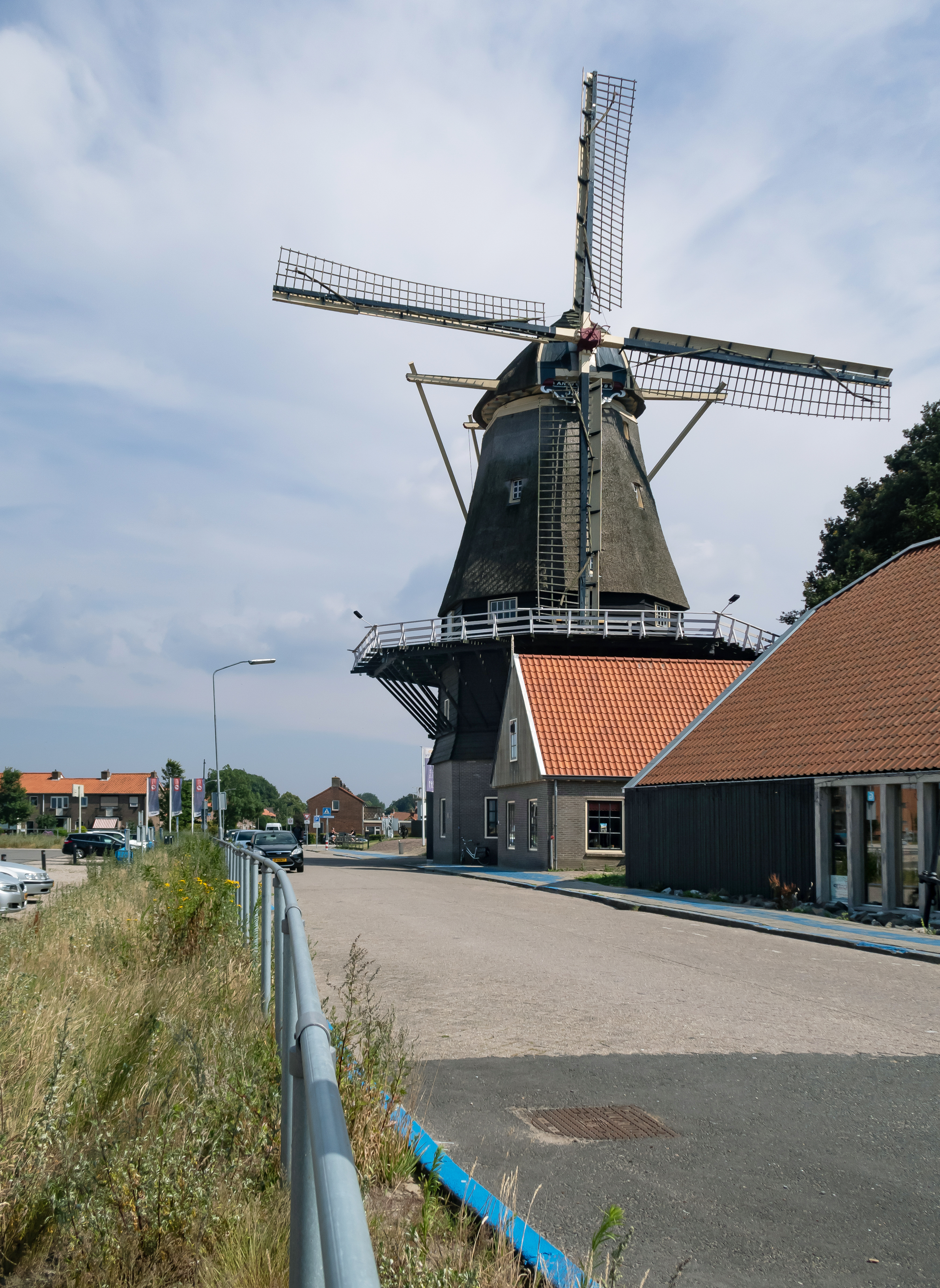
Molino: windkorenmolen De Hoop
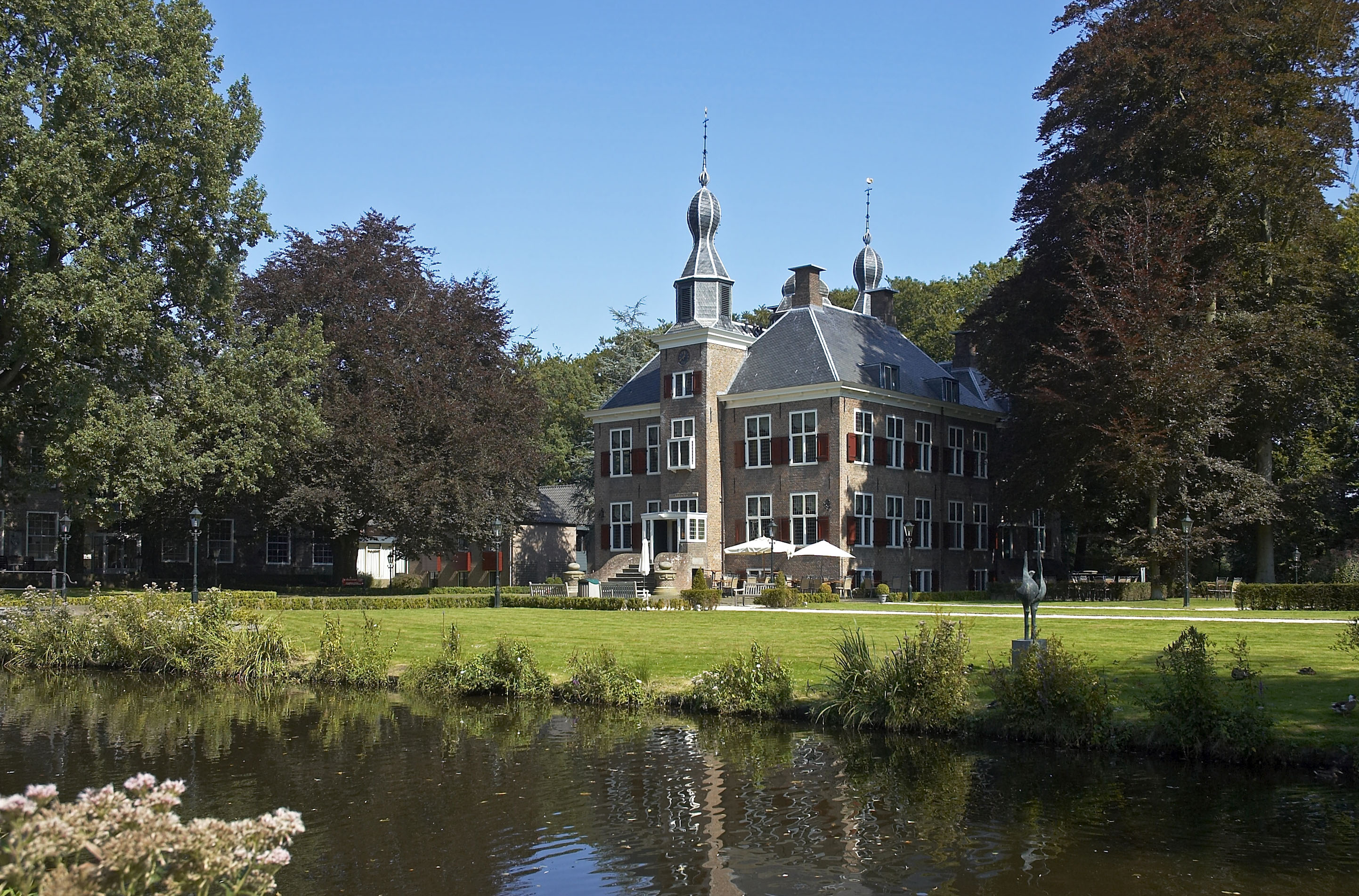
Mansión Essenburgh en Hierden

## Centros de población
El municipio está formado por Harderwijk, con aproximadamente 42.500 habitantes y Hierden, con poco más de 3.000.

## Transporte
Dispone de estación de tren de cercanías en la línea de Zwolle a Utrecht.